# Tipula (Eumicrotipula) apterogyne
Tipula (Eumicrotipula) apterogyne is een tweevleugelige uit de familie langpootmuggen (Tipulidae). De soort komt voor in het Neotropisch gebied.